# 大和ハウジング
大和ハウジング（だいわハウジング）は、茨城県鹿嶋市を拠点にする不動産会社である。設立は1995年９月。社員数１８名。田舎暮らしを求める首都圏在住の移住希望者を主な顧客として、住宅の設計施工・新築＆リフォーム住宅、土地の仲介をしている。移住者の暮らしをサポートする相互扶助組織「なごみの郷鹿嶋」のメインスポンサーでもある。東京渋谷区に恵比寿ショールームを保有している。

## 概要
大和ハウジングは、田舎暮らしを求める首都圏の移住意向者に対し、鹿嶋市〜鉾田市エリアのリフォーム物件や自社ブランドのデザイン住宅などを販売している。エリアは、鹿島灘の海辺から鉾田の田園地帯までを扱う。
大和ハウジングは物件販売後のサービスとして、移住者が地域に溶け込むための移住者コミュニティ「大和会」を運営し、高齢者の生活をサポートする団体「なごみの郷鹿嶋」を支援している。